# Червона лінія (MBTA)
Червона лінія (MBTA) (англ. Red Line (MBTA)) — одна з ліній Бостонського метрополітену.

## Історія
Будівництво початкової ділянки йшло з затримками через спір проектувальників і мешканців Кембриджу на чолі з мером. Мешканці міста вимагали побудувати більшу кількість станцій зменшивши перегони, проектувальники навпаки хотіли збільшити відстань між станціями таким чином пришвидшити рух потягів на лінії. В кожної зі сторін були свої впливові прихильники, тому будівництво затягувалося, але нарешті був знайдений компроміс. Початкова ділянка лінії відкрилася у 1912 році, з'єднавши Кембридж та Бостон. Одночасно на кінцеві станції «Гарвард» що у Кембриджі була побудована підземна станція трамваю для зручної пересадки з численних трамвайних маршрутів на метро. Після ліквідації трамвайних ліній станція стала слугувати тролейбусним маршрутам міста, завдяки ці підземні пересадкові станції і збереглися тролейбуси у місті. У наступні роки лінію поступово розширили до станції «Ендрю». У 1927—28 роках лінію продовжили до станції «Ашмонт», до якої у 1929 році приєднали лінію Ашмонт — Маттапан. Після цього лінія мала назву Кембридж — Дорчестер тунель, ця назва зберігалася до 1967 року коли MBTA провела ребрендинг давши лініям сучасні назви.
Наступне розширення лінії сталося лише на початку 1970-х коли відкрилося відгалуження до Квінсі, яке у 1980 році продовжили до міста Брейнтрі. Також у середині 1980-х років відкрилося продовження лінії у північно-східному напрямку. При будівництві розширення через недостатню пропускну спроможність була закрита оригінальна станція «Гарвард», на час будівництва на території депо була відкрита тимчасова кінцева станція. Коли відкрилося північно-східне розширення, депо і тимчасову станцію ліквідували.
З 1988 року на лінії курсують шестивагонні потяги, для цього у 80-х була проведена реконструкція старих станцій.

## Станції
Лінія проходить з північного заходу на південний схід. Після станції «ДЖЕЙ-Ф-КЕЙ/Ю-Масс» лінія розгалужується на два напрямки, частина потягів прямує до станції «Ашмонт» а частина до станції «Брейнтрі».
| Основна лінія                                 | |                         |                                         |                                               |        |
| Станція                                       | Пересадка | Розташування            | Тип                                     | Дата Відкриття                                | Вигляд |
| «Алівайф» (англ. Alewife)                     | Автобуси МВТА № 62, 67, 76, 79, 84, 350, 351                                                                                              | Місто Кембридж          | Підземна з острівною платформою         | 30 березня 1985                               |        |
| «Девіс» (англ. Davis)                         | Автобуси МВТА № 87, 88, 89, 90, 94, 96 | Місто Сомервіль         | Підземна з острівною платформою         | 8 грудня 1984                                 |        |
| «Портер» (англ. Porter)                       | Приміські залізничні лінії та Автобуси МВТА № 77, 83, 87, 96                                                                              | Місто Кембридж          | Підземна зі спліт-платформою            | 8 грудня 1984                                 |        |
| «Гарвард» (англ. Harvard)                     | 11 автобусних маршрутів та маршрути тролейбусу                                                                                            | Місто Кембридж          | Підземна зі спліт-платформою            | 12 березня 1912 (стара) 6 вересня 1983 (нова) |        |
| «Централ» (англ. Central)                     | Автобуси МВТА № 1, 47, 64, 70, 70А, 83, 91, СТ-1                                                                                          | Місто Кембридж          | Підземна з береговими платформами       | 23 березня 1912                               |        |
| «Кендалл/М-АЙ-ТІ» (англ. Kendall/MIT)         | Автобуси МВТА № 64, 68, 85, СТ-2 | Місто Кембридж          | Підземна з береговими платформами       | 23 березня 1912                               |        |
| «Чарльз/М-ДЖІ-ЕЙЧ» (англ. Charles/MGH)        | Немає | Вест-Енд, Бостон        | Наземна з береговими платформами        | 27 лютого 1932                                |        |
| «Парк-стріт» (англ. Park Street)              | Зелена лінія | Бостон                  | Підземна з платформами Іспанського типу | 23 березня 1912                               |        |
| «Даунтаун-Кроссинг» (англ. Downtown Crossing) | Помаранчева лінія, 12 автобусних маршрутів МВТА, Срібна лінія швидкісного автобусу                                                        | Центр Бостона           | Підземна з береговими платформами       | 4 квітня 1915                                 |        |
| «Південний вокзал» (англ. South Station)      | Приміські залізничні лінії, потяги Amtrak, міжміські автобуси, Срібна лінія швидкісного автобусу, автобуси МВТА № 4, 7, 11, 448, 449, 459 | Центр Бостона           | Підземна з береговими платформами       | 3 грудня 1916                                 |        |
| «Бродвей» (англ. Broadway)                    | Автобуси МВТА № 9, 11, 47 | Південний Бостон        | Підземна з острівною платформою         | 15 грудня 1917                                |        |
| «Ендрю» (англ. Andrew)                        | Автобуси МВТА № 5, 10, 16, 17, 18, 171, СТ-3                                                                                              | Південний Бостон        | Підземна з береговими платформами       | 29 червня 1918                                |        |
| «ДЖЕЙ-Ф-КЕЙ/Ю-Масс» (англ. JFK/UMass)         | Приміські залізничні лінії, автобуси МВТА № 5, 8, 16, 41                                                                                  | Район Дорчестер, Бостон | Наземна з двома острівними платформами  | 5 листопада 1927                              |        |

| Станції в напрямку «Ашмонт»          |                                                                         |                         |                                   |                  |        |
| Станція                              | Пересадка                                                               | Розташування            | Тип                               | Дата відкриття   | Вигляд |
| «Севін-Хілл» (англ. Savin Hill)      | Немає                                                                   | Район Дорчестер, Бостон | Наземна з острівною платформою    | 5 листопада 1927 |        |
| «Філдс-Корнер» (англ. Fields Corner) | Автобуси МВТА № 15, 17, 18, 19, 201, 202, 210, 215                      | Район Дорчестер, Бостон | Наземна з береговими платформами  | 5 листопада 1927 |        |
| «Шаумут» (англ. Shawmut)             | Немає                                                                   | Район Дорчестер, Бостон | Підземна з береговими платформами | 1 вересня 1928   |        |
| «Ашмонт» (англ. Ashmont)             | Лінія «Ашмонт — Маттапан», автобуси МВТА № 18, 21, 22, 23, 27, 215, 240 | Район Дорчестер, Бостон | Наземна з береговими платформами  | 1 вересня 1928   |        |

| Станції в напрямку «Брейнтрі»           | |                |                                |                                                        |        |
| Станція                                 | Пересадка | Розташування   | Тип                            | Дата Відкриття                                         | Вигляд |
| «Північний Квінсі» (англ. North Quincy) | Автобуси МВТА № 210, 211, 212                                                                                         | Місто Квінсі   | Наземна з острівною платформою | 1 вересня 1971                                         |        |
| «Волластон» (англ. Wollaston)           | Автобуси МВТА № 211, 217                                                                                              | Місто Квінсі   | Наземна з острівною платформою | 1 вересня 1971 з 8 січня 2018 закрита на реконструкцію |        |
| «Квінсі-Центр» (англ. Quincy Center)    | Приміські залізничні лінії, автобуси МВТА № 210, 211, 212, 214, 215, 216, 217, 220, 221, 222, 225, 230, 236, 238, 245 | Місто Квінсі   | Наземна з острівною платформою | 1 вересня 1971                                         |        |
| «Квінсі-Адамс» (англ. Quincy Adams)     | Автобус МВТА № 238 | Місто Квінсі   | Наземна з острівною платформою | 10 вересня 1983                                        |        |
| «Брейнтрі» (англ. Braintree)            | Приміські залізничні лінії, автобуси МВТА № 230, 236                                                                  | Місто Брейнтрі | Наземна з острівною платформою | 22 березня 1980                                        |        |

## Галерея

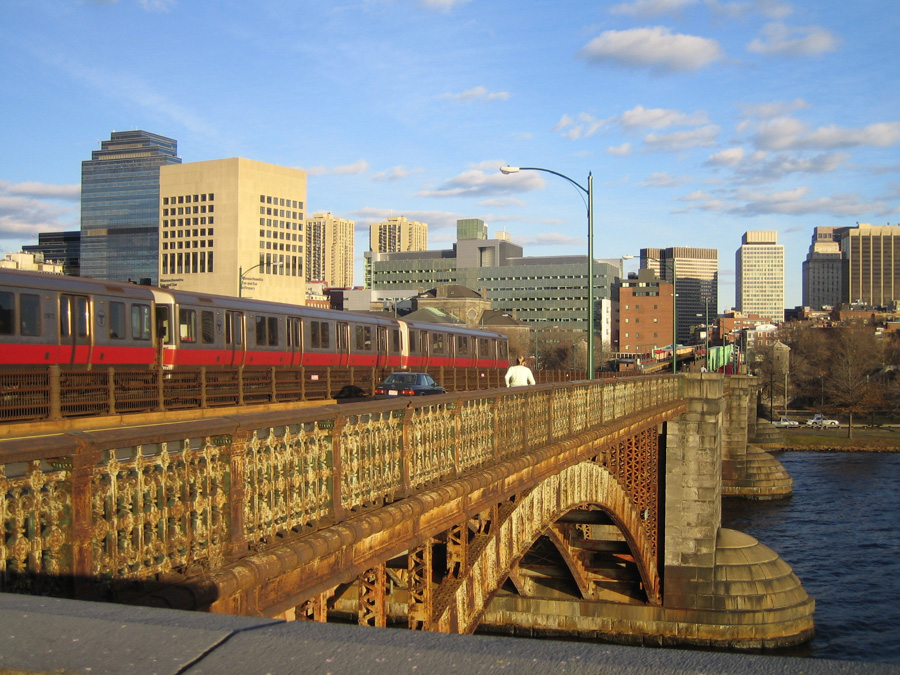
Потяг Червоної лінії на мосту через ріку Чарльз
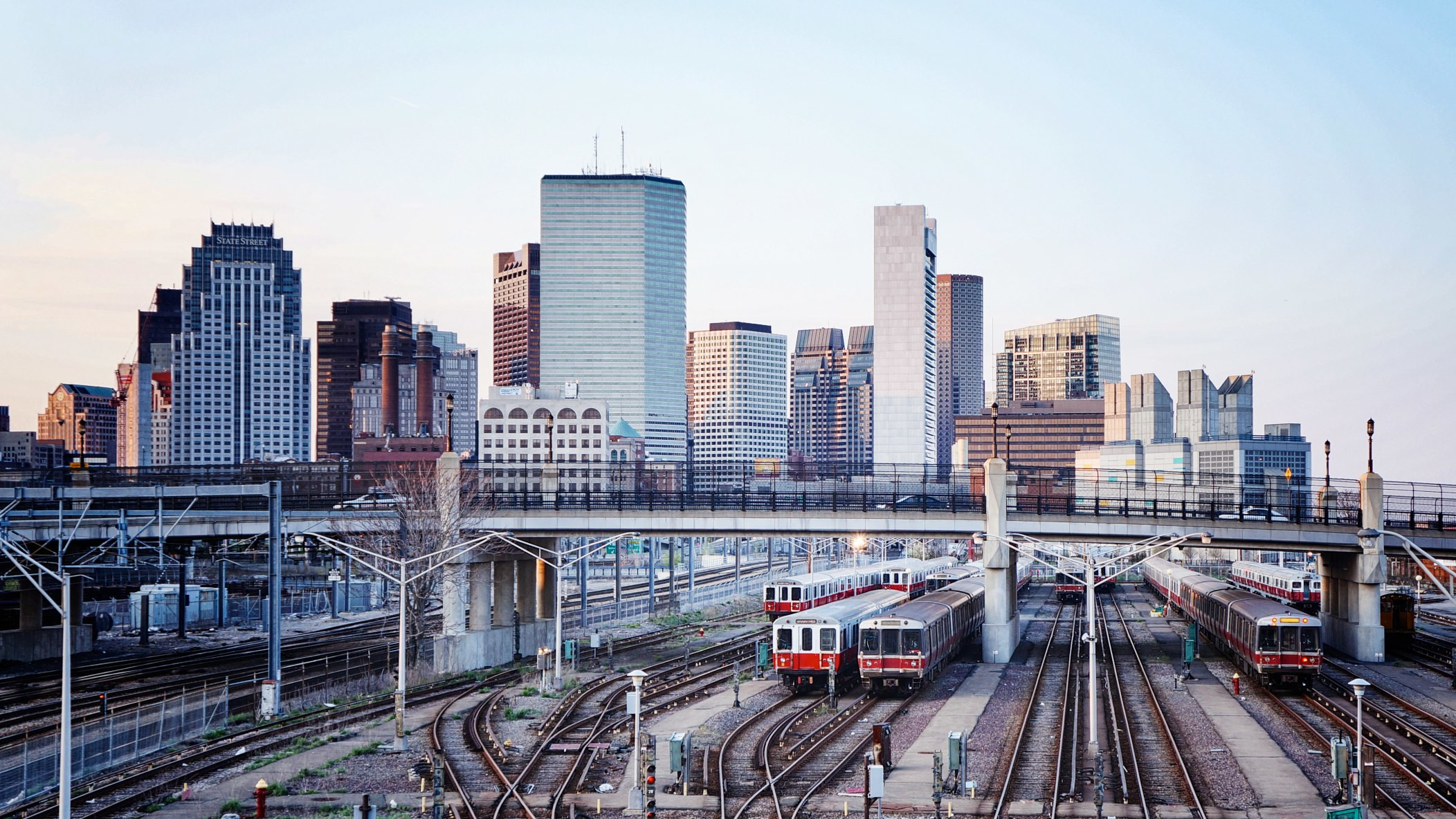
Потяги в депо
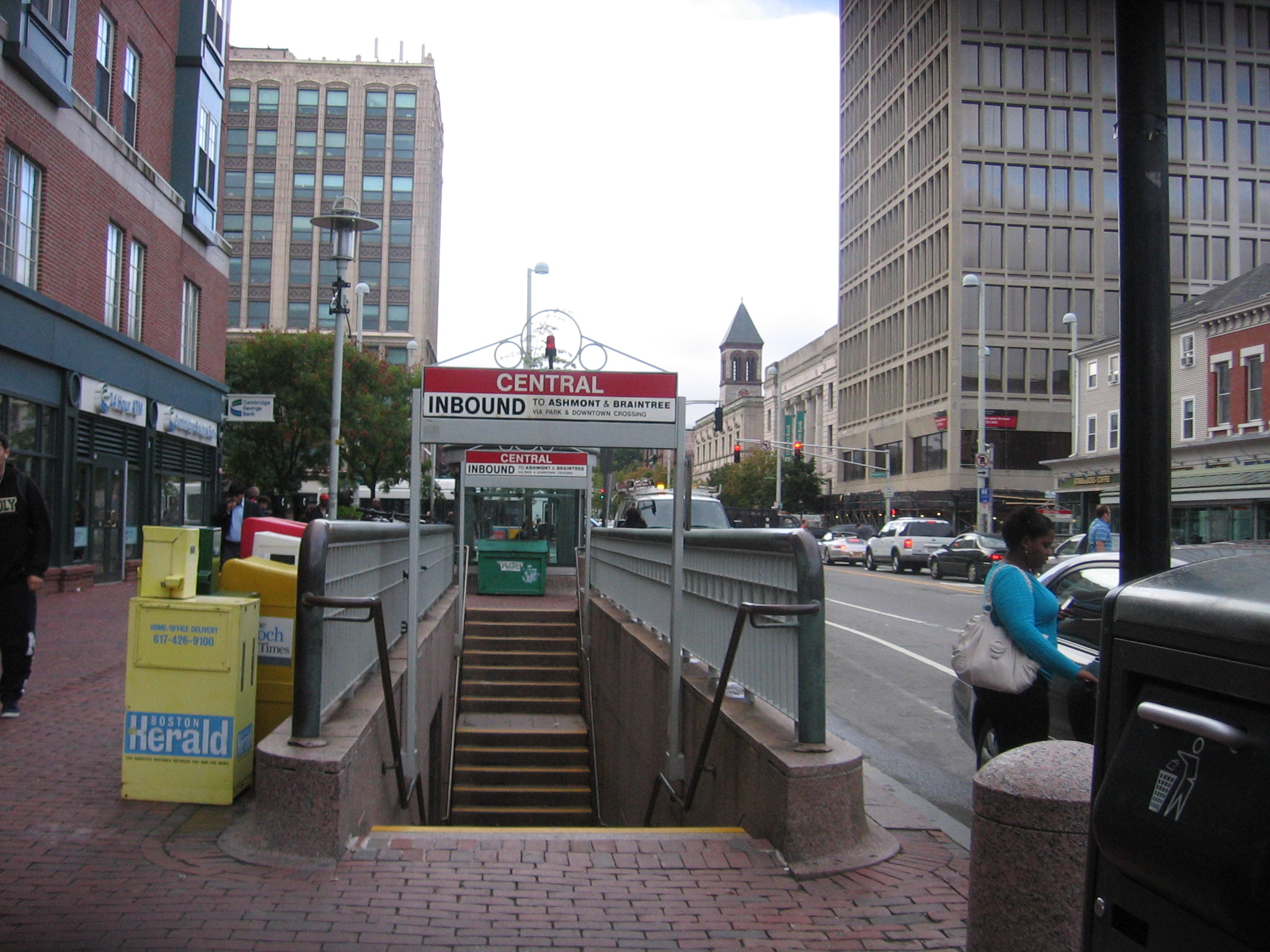
Вихід з підземної станції «Централ»